# Delgamma

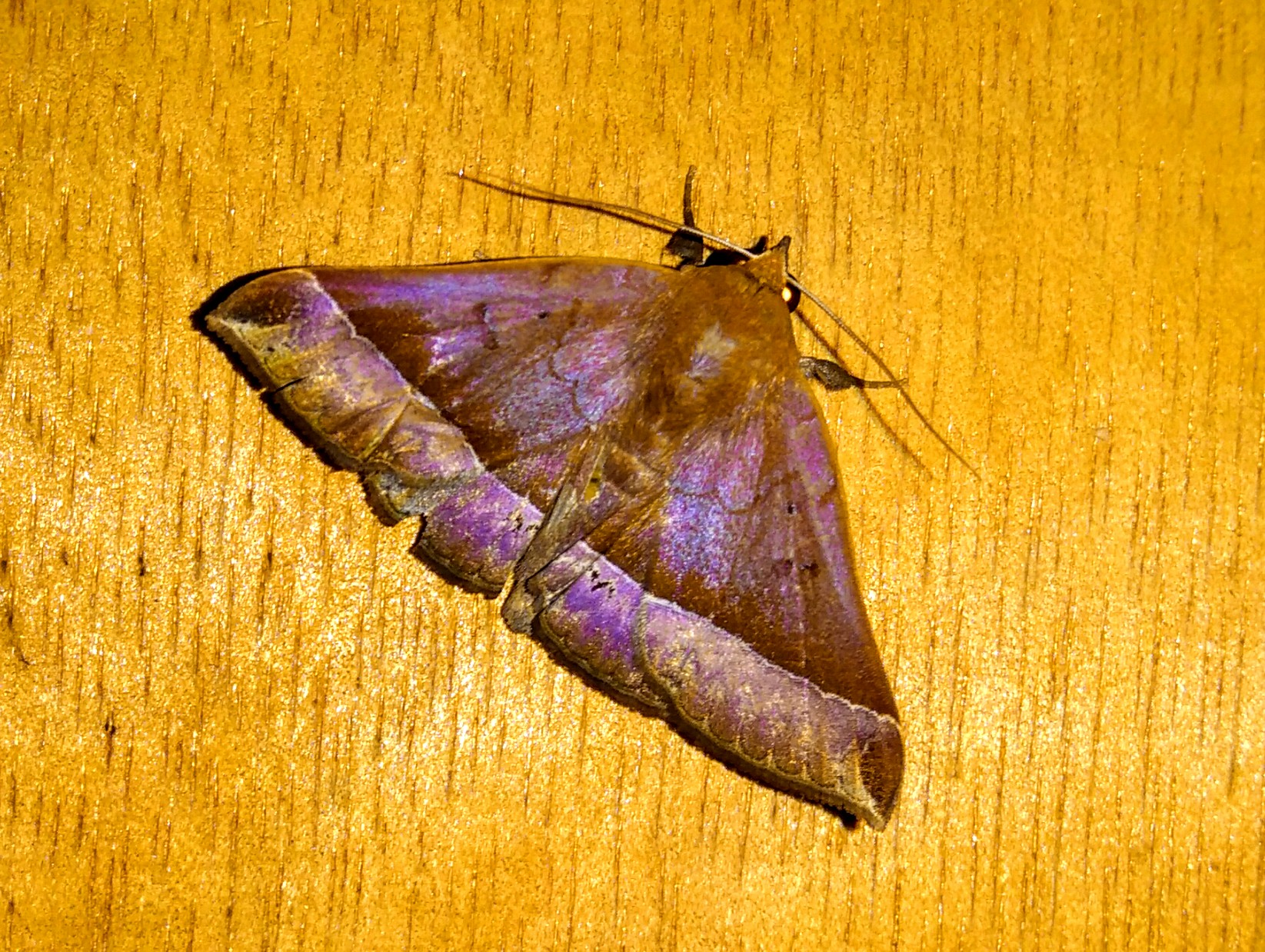

Delgamma là một chi bướm đêm thuộc họ Erebidae.

## Loài
- Delgamma pangonia Guenee, 1852